# Diocesi di Santísimo Salvador de Bayamo-Manzanillo
La diocesi di Santísimo Salvador di Bayamo-Manzanillo (in latino Dioecesis Sanctissimi Salvatoris Bayamensis-Manzanillensis) è una sede della Chiesa cattolica a Cuba suffraganea dell'arcidiocesi di Santiago de Cuba. Nel 2022 contava 213.160 battezzati su 814.400 abitanti. È retta dal vescovo Álvaro Julio Beyra Luarca.

## Territorio
La diocesi comprende i municipi di Bayamo, Manzanillo, Jiguaní, Cauto Cristo, Río Cauto, Yara, Guisa, Buey Arriba, Bartolomé Masó, Campechuela, Media Luna, Niquero e Pilón, nella provincia cubana di Granma, situata nella parte sud-occidentale della regione "orientale" dell'isola.
Sede vescovile è la città di Bayamo, dove si trova la cattedrale del Santissimo Salvatore (Santísimo Salvador).
Il territorio si estende su 8.362 km² ed è suddiviso in 11 parrocchie.

## Storia
La diocesi è stata eretta il 9 dicembre 1995 con la bolla Venerabilis Frater di papa Giovanni Paolo II, ricavandone il territorio dall'arcidiocesi di Santiago di Cuba, rendendola suffraganea della medesima sede metropolitana.

## Cronotassi dei vescovi
Si omettono i periodi di sede vacante non superiori ai 2 anni o non storicamente accertati.
- Dionisio Guillermo García Ibáñez (9 dicembre 1995 - 10 febbraio 2007 nominato arcivescovo di Santiago di Cuba)
- Álvaro Julio Beyra Luarca, dal 9 luglio 2007

## Statistiche
La diocesi nel 2022 su una popolazione di 814.400 persone contava 213.160 battezzati, corrispondenti al 26,2% del totale.
| anno | popolazione | popolazione | popolazione | presbiteri | presbiteri | presbiteri | presbiteri                | diaconi | religiosi | religiosi | parrocchie |
| anno | battezzati  | totale      | %           | numero     | secolari   | regolari   | battezzati per presbitero | diaconi | uomini    | donne     | parrocchie |
| ---- | ----------- | ----------- | ----------- | ---------- | ---------- | ---------- | ------------------------- | ------- | --------- | --------- | ---------- |
| 1999 | 221.000     | 823.000     | 26,9        | 11         | 7          | 4          | 20.090                    |         | 4         | 14        | 7          |
| 2000 | 221.000     | 827.590     | 26,7        | 11         | 9          | 2          | 20.090                    |         | 2         | 13        | 7          |
| 2001 | 222.000     | 830.064     | 26,7        | 11         | 9          | 2          | 20.181                    |         | 2         | 16        | 7          |
| 2003 | 222.000     | 832.644     | 26,7        | 11         | 10         | 1          | 20.181                    |         | 1         | 17        | 7          |
| 2004 | 222.000     | 832.644     | 26,7        | 15         | 15         |            | 14.800                    |         |           | 17        | 9          |
| 2010 | 224.608     | 835.808     | 26,9        | 11         | 8          | 3          | 20.418                    |         | 3         | 21        | 9          |
| 2014 | 222.821     | 830.645     | 26,8        | 13         | 6          | 7          | 17.140                    |         | 7         | 23        | 11         |
| 2017 | 220.220     | 834.869     | 26,4        | 17         | 8          | 9          | 12.954                    |         | 9         | 16        | 11         |
| 2020 | 217.500     | 823.651     | 26,4        | 15         | 7          | 8          | 14.500                    |         | 11        | 16        | 11         |
| 2022 | 213.160     | 814.400     | 26,2        | 16         | 8          | 8          | 13.322                    | 1       | 9         | 16        | 11         |